# قائمة البعثات الدبلوماسية في توفالو

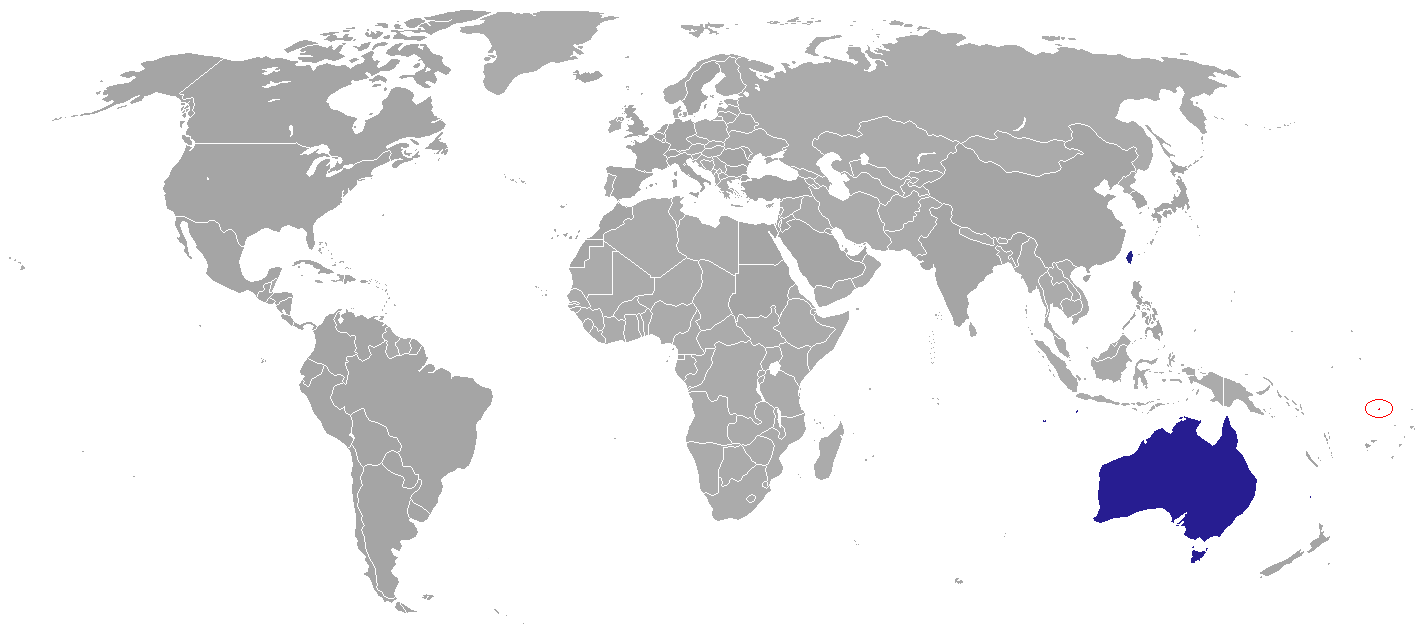
البعثات الدبلوماسية في توفالو

هذة هي قائمة البعثات الدبلوماسية في توفالو.حالياً,تستضيف العاصمة فونافوتي سفارة واحدة فقط.

## السفارات
فونافوتي
| - جمهورية الصين |

## السفارات غير المقيمة
| - أستراليا (سوفا) - النمسا (كانبرا) - بلجيكا (ويلينغتون) - البرازيل (ويلينغتون) - كندا (ويلينغتون) - الصين (سوفا) - الاتحاد الأوروبي (سوفا) - فنلندا (كانبرا) - فرنسا (سوفا) - ألمانيا (ويلينغتون) - جمهورية أيرلندا (نيويورك ) - إسرائيل (القدس) - إيطاليا (ويلينغتون) - اليابان (سوفا) - كوريا الجنوبية (سوفا) - ماليزيا (سوفا) - المكسيك (ويلينغتون) - هولندا (ويلينغتون) - نيوزيلندا (سوفا) - الفلبين (كانبرا) - بولندا (كانبرا) - سلوفاكيا (كانبرا) - جنوب إفريقيا (كانبرا) - سويسرا (كانبرا) - تركيا (ويلينغتون) - المملكة المتحدة (سوفا) - الولايات المتحدة (سوفا) |